# 油麻地避風塘

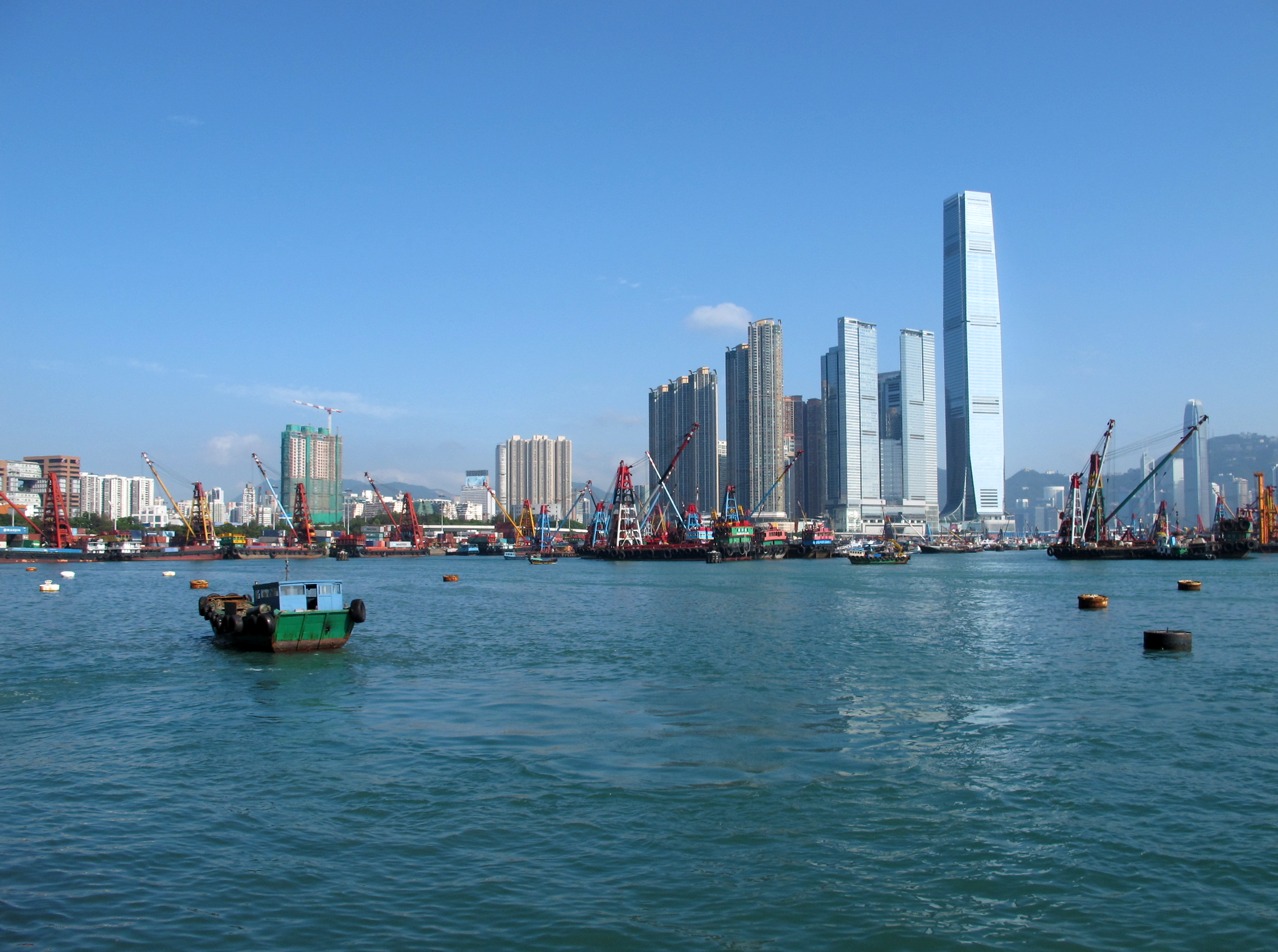
新油麻地避風塘

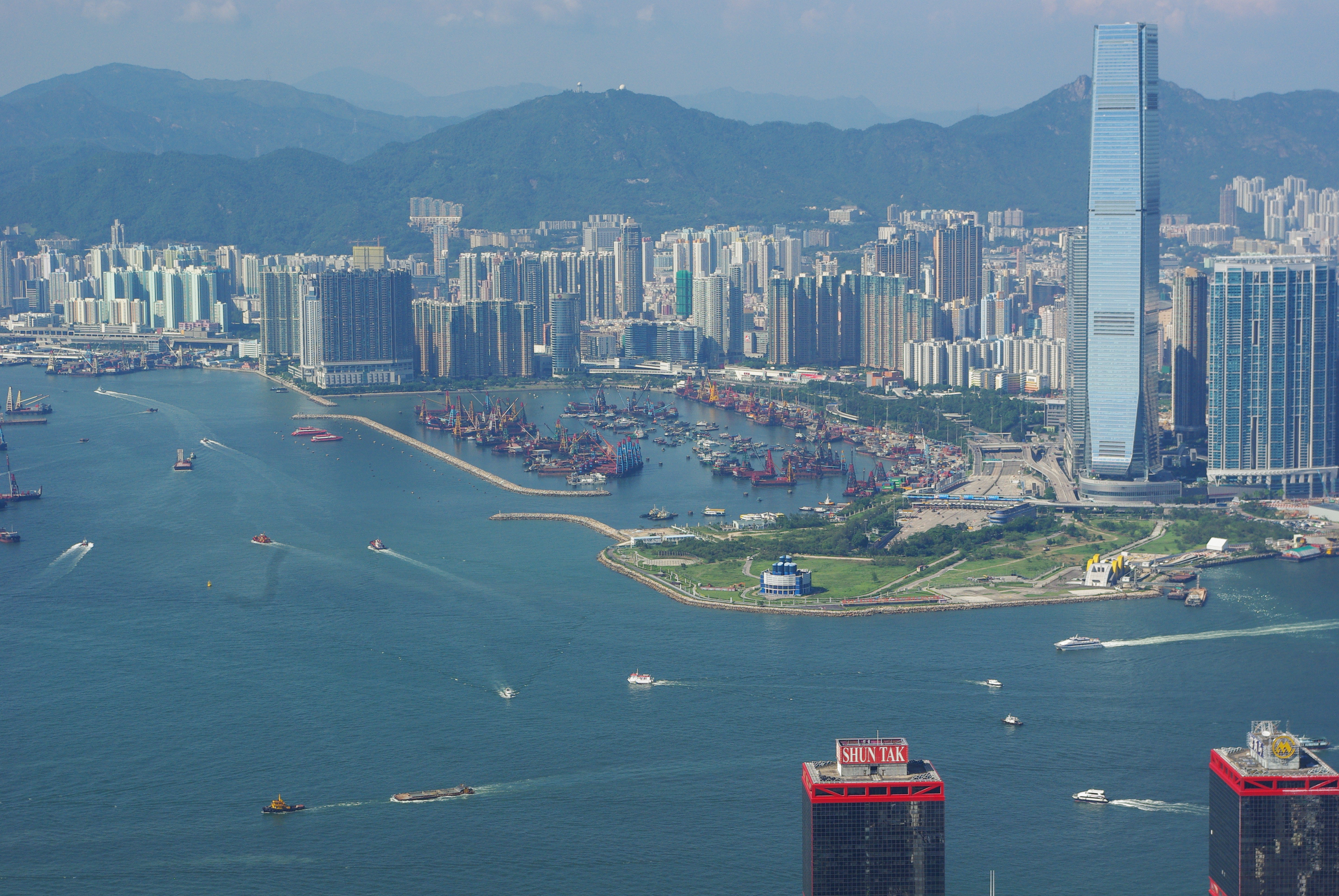
由太平山山頂眺望九龍半島以西的新油麻地避風塘

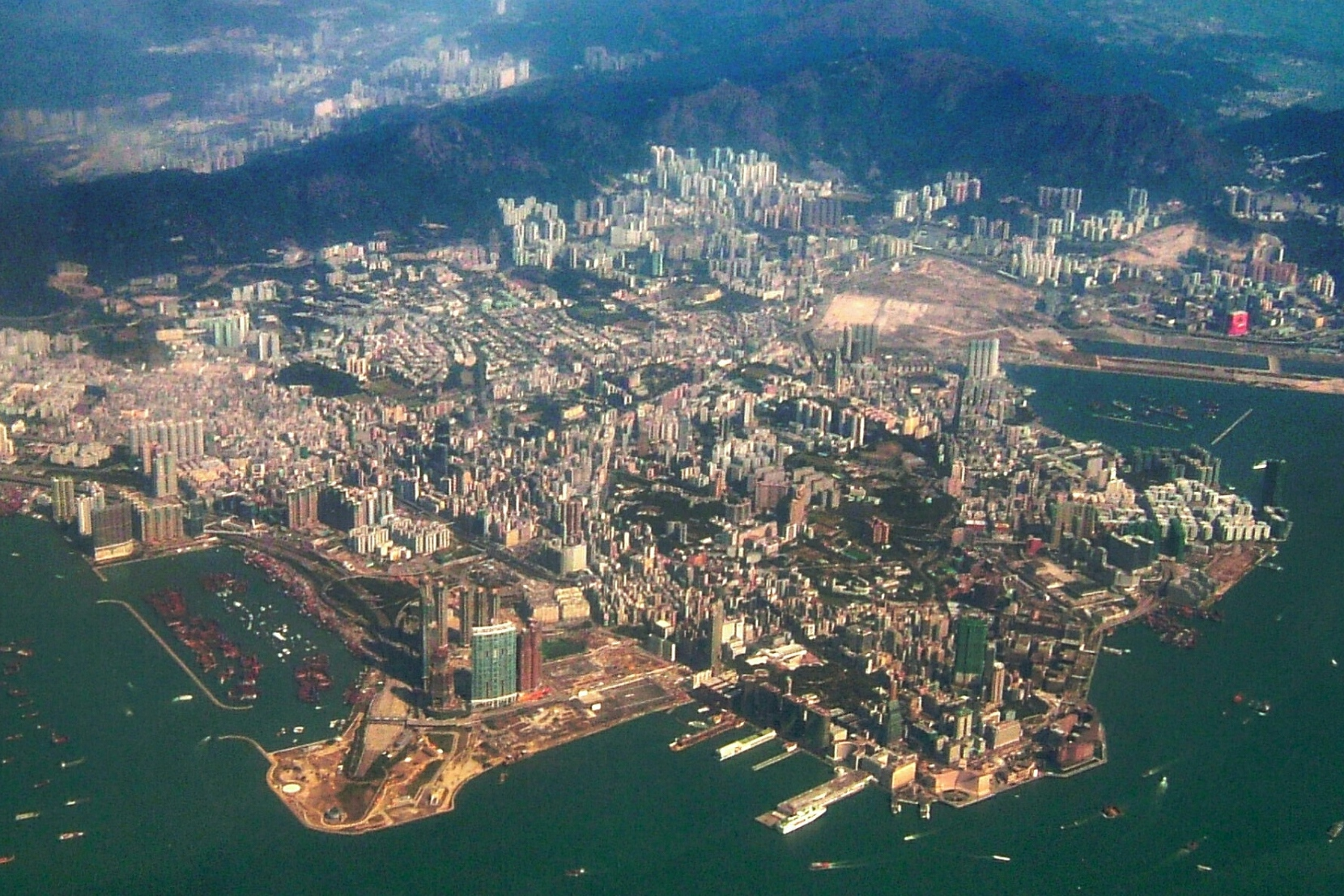
從高空俯瞰的九龍半島（2014年），圖左為新油麻地避風塘

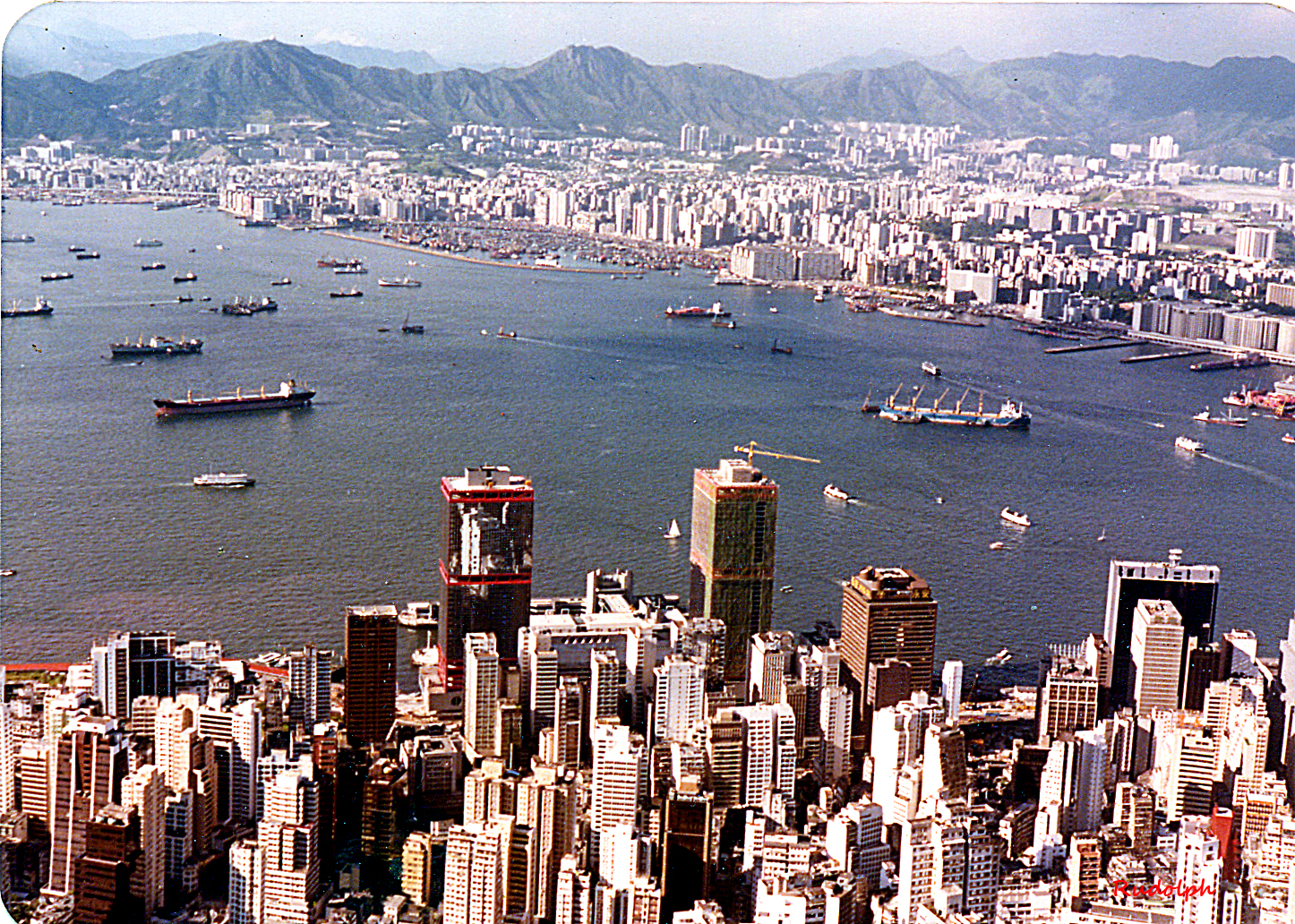
1985年從太平山頂眺望的景色，近景為興建中的信德中心，遠景為尚未進行西九龍填海計劃的九龍半島

油麻地避風塘是香港西九龍海岸的一個避風塘，位於油麻地以及大角咀西面。油麻地避風塘是香港最大的一個避風塘，於九龍多次填海工程後，該處稱為新油麻地避風塘（New Yau Ma Tei Typhoon Shelter）。

## 歷史
1906年丙午風災後，香港政府於1909年通過了《建築避風塘條例》。同年，於海旁遴近渡船街興建了油麻地避風塘，並夷平官涌山所得的土石填平淺灘及建築防波堤，1916年2月2日竣工。
1980年代以前，油麻地避風塘有不少「艇戶」停泊。漁民漁艇天災人禍日漸失修沒經濟能力維修，只好放棄打魚，上岸工作。又因教育水平低，只能從事薪水微薄的勞動工作負擔不起私人樓房的租金，公共房屋又輪候需時，一艘艘破舊漁艇，成為他們的容身之所，「艇戶」由此而生。1977年5月開始向房屋署爭取上岸，並成立艇戶臨時委員會，向市政局議員葉錫恩求助，希望政府協助他們搬到臨時收容所。由此開始艇戶事件。
1989年香港政府公佈《香港機場核心計劃》，當中不少計劃需要進行填海，渡船街油麻地避風塘因西九龍填海計劃被填平，海岸線延後至連翔道及海寶路一帶，1995年搬往現址。
由於新油麻地避風塘的水質長期欠佳及傳出臭味，渠務署於研究多年後，2013年落實耗資2億6千萬港元對其進行改善工程，展開櫻桃街雨水渠的污水截流工程，收集雨水渠污水，經過擬建污水渠排放到昂船洲污水處理廠處理。工程於2017年12月展開，計劃5年後完成。

## 圖片

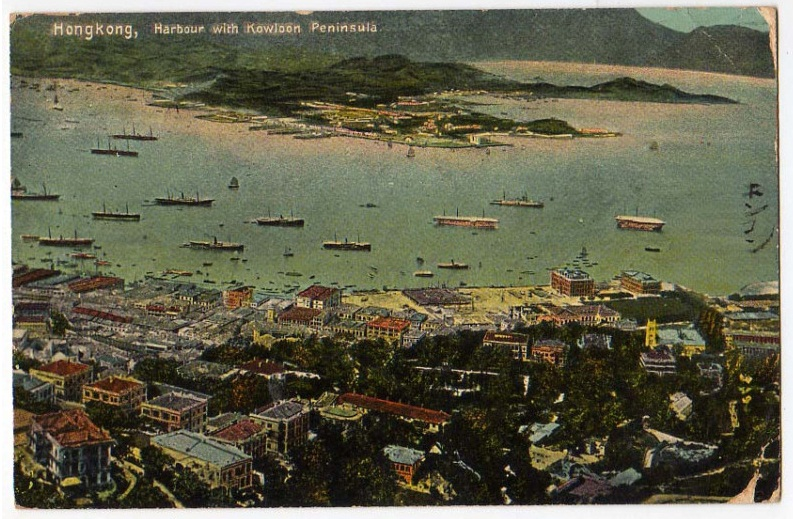
1900年代香港維多利亞港明信片，未來油麻地避風塘在圖左上角盡頭
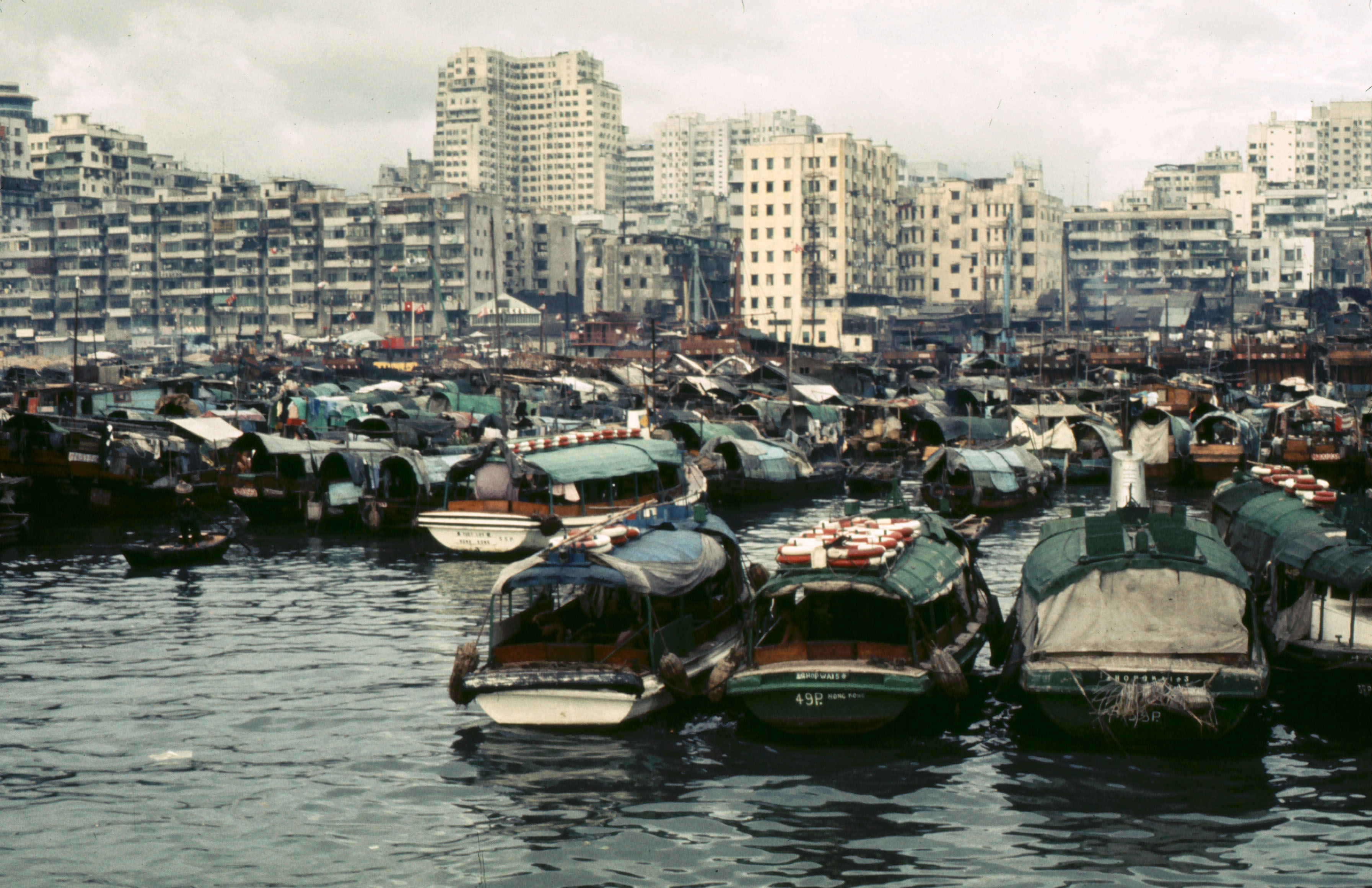
1970年代的油麻地避風塘
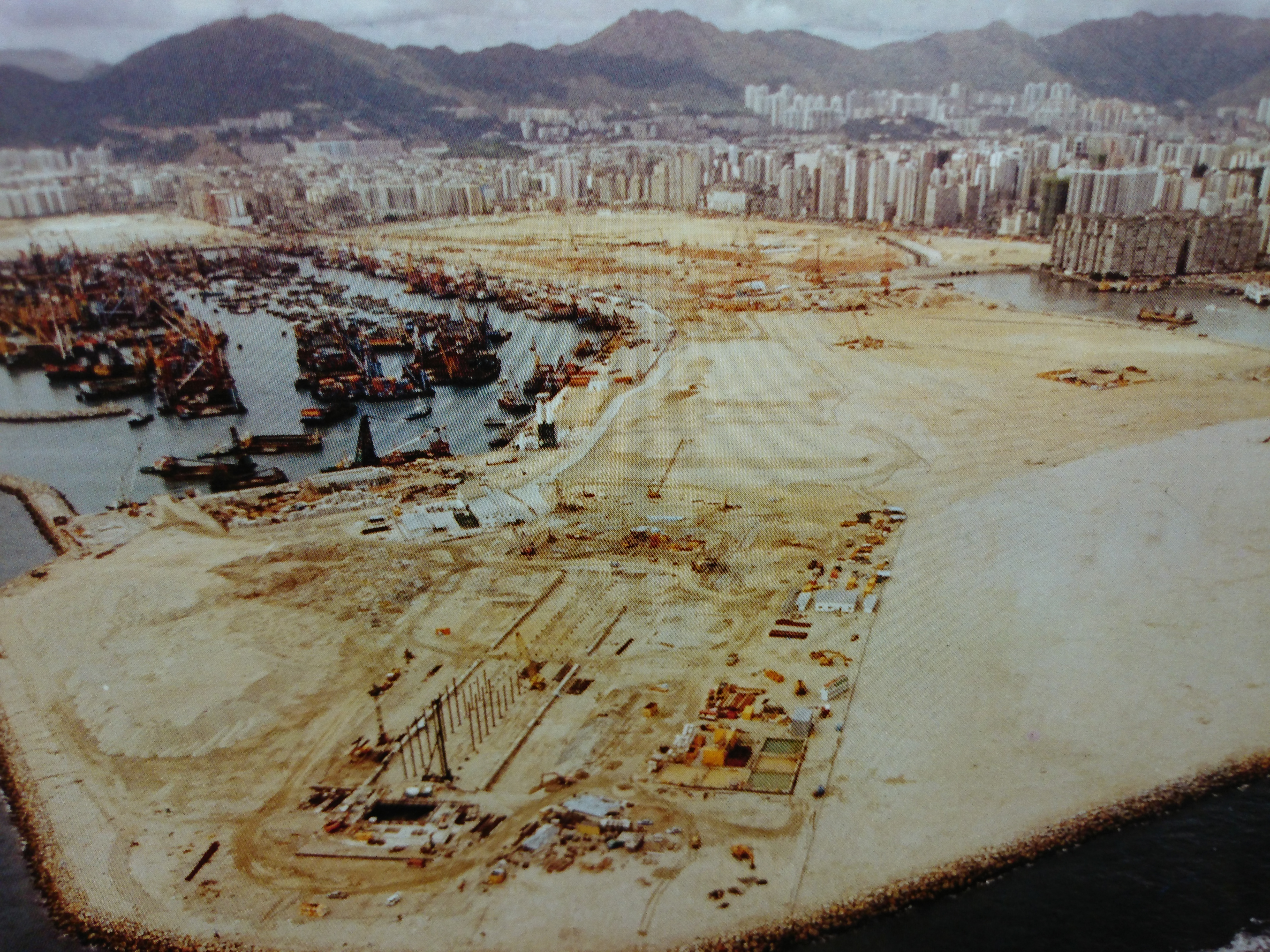
已啟用的的新油麻地避風塘，西九龍填海計劃仍在進行中